# Tratado Clayton-Bulwer
El Tratado Clayton-Bulwer fue un tratado firmado el 19 de abril de 1850 entre los Estados Unidos y el Reino Unido. El tratado fue negociado por el Secretario de Estado de los Estados Unidos, John Middleton Clayton y el ministro plenipotenciario del Reino Unido Henry Lytton Bulwer, en medio de crecientes tensiones entre las dos naciones sobre América Central, una región donde los británicos tradicionalmente habían tenido una fuerte influencia pero también vieron una creciente expansión estadounidense en el área. 
El tratado resultó fundamental para prevenir el estallido de la guerra entre las dos naciones al resolver las tensiones sobre los planes estadounidenses de construir un canal nicaragüense que conectaría el océano Pacífico y el océano Atlántico (como el que finalmente se hizo años después, el Canal de Panamá). Había tres disposiciones principales en el tratado: ninguna nación construiría tal canal sin el consentimiento y la cooperación de la otra; ninguna fortificaría ni fundaría nuevas colonias en la región; cuando se construyera un canal, ambas potencias garantizarían que estaría disponible en una base neutral para todos los envíos. La construcción del canal propuesto nunca se concretó, aunque el tratado permaneció en vigor hasta 1901, cuando fue reemplazado por el Tratado Hay-Pauncefote.
El Imperio británico tenía posesiones territoriales sin límites definidos en tres lugares: Honduras Británica (hoy Belice), la Costa de Mosquitos (parte de las actuales Nicaragua y Honduras) y las islas de la Bahía (hoy parte de las actuales Honduras). Estados Unidos, aunque no hacía ninguna reclamación territorial, mantenía en reserva, listos para su ratificación, tratados con Nicaragua y Honduras que le daban a Estados Unidos cierta ventaja diplomática con la que equilibrar la preeminente influencia británica en la región. Cuando pronto se hizo evidente para los negociadores estadounidenses que sería imposible llegar a un acuerdo sobre estos puntos y que era posible llegar a un acuerdo sobre la cuestión del canal, esta última se puso en primer plano durante las negociaciones.  Sin embargo, en 1857, los británicos habían puesto fin a su oposición diplomática a la expansión occidental estadounidense, al tiempo que mantenían firmemente sus derechos sobre un posible canal nicaragüense.

## Antecedentes

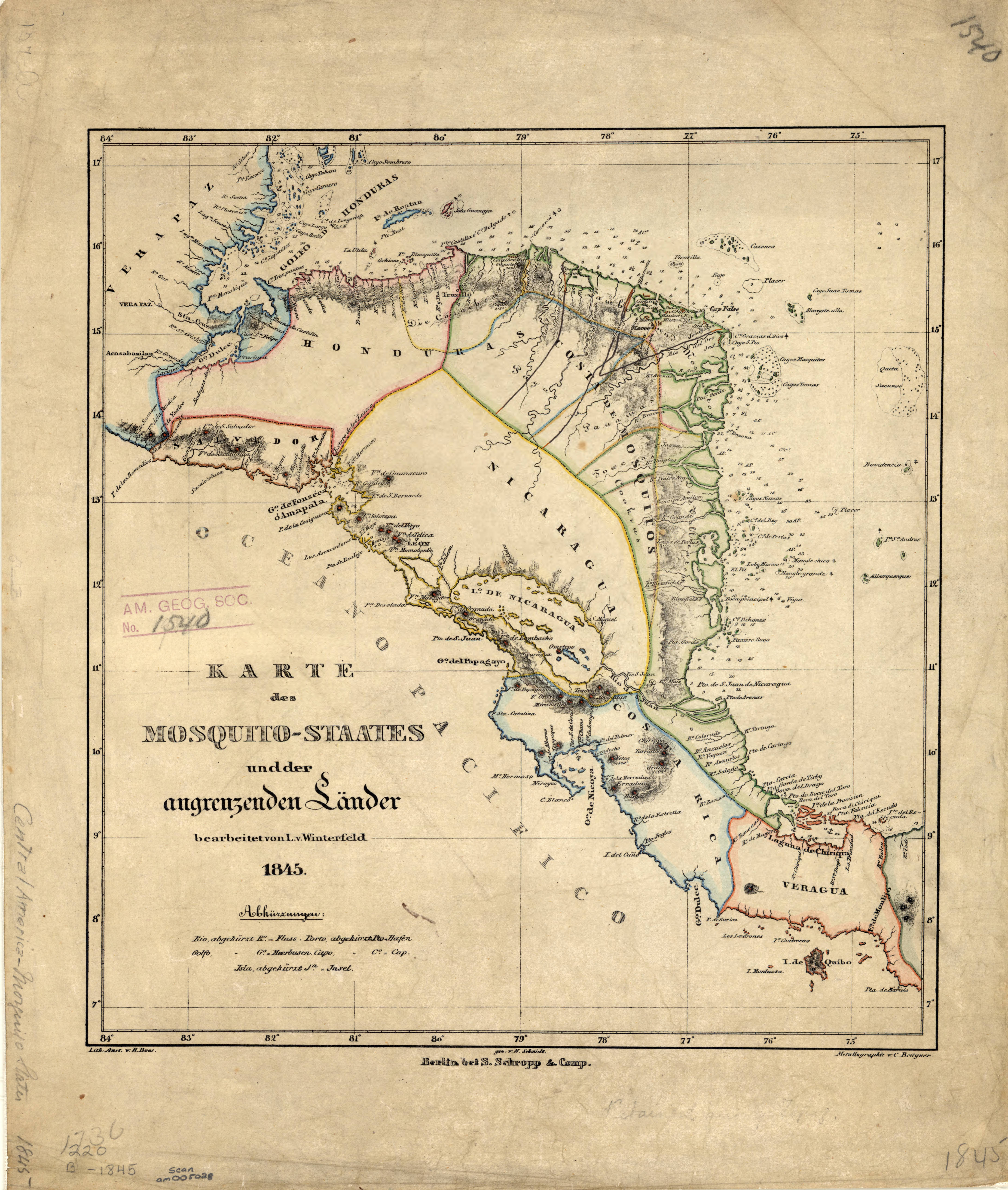
Mapa de América Central en 1845.

En 1821 se produjo la independencia de Centroamérica del Imperio Español, surgiendo el Primer Imperio mexicano, del cual se independizaría la República Federal de Centroamérica en 1823. Sin embargo entre 1837 y 1841 se produjo la disolución de la República Federal de Centroamérica por la cual, entre otros países, surgieron Honduras y Nicaragua.
En esa época el Imperio Británico tenía numerosas posesiones por el Caribe (llamadas Indias Occidentales Británicas) como por ejemplo Honduras británica (actual Belice). En 1837 el Imperio británico reconoció formalmente al reino Mosquito como un Estado independiente que abarcaba la Costa de los Mosquitos (que incluía una parte del territorio de Honduras y otra de Nicaragua) y tomó medidas para defender a ese reino. En 1844 Reino Unido declaró un protectorado sobre ese territorio (motivado en parte por la inminente anexión estadounidense de Texas y el deseo británico de construir un canal artificial navegable a través de América Central antes de que lo hiciera Estados Unidos).
Nicaragua protestó por el establecimiento de ese protectorado y envió tropas a San Juan del Norte, a lo que el rey misquito respondió con un ultimátum exigiendo que todas las fuerzas nicaragüenses se fueran antes del 1 de enero de 1848. Nicaragua apeló a los Estados Unidos (que estaban influenciados por la Doctrina Monroe de América para los americanos de 1823) pero los estadounidenses, entonces ocupados en la guerra contra México, no respondieron. Después de que expiró el ultimátum, las fuerzas misquito-británicas tomaron San Juan del Norte. El 7 de marzo de 1848, Nicaragua firmó un tratado de paz donde cedió San Juan del Norte al Reino Mosquito, que lo rebautizó como Greytown en honor a Charles Edward Grey, gobernador de la colonia de Jamaica.
Por otro lado, el número de colonos ingleses que estaban llegando a las islas de la Bahía (situadas frente a Honduras) no paraba de aumentar y en 1848 la población ascendía a más de 1000 personas. Estos colonos emigraban desde colonias británicas cercanas como las Islas Caimán y Jamaica.
Concluida la guerra entre México y Estados Unidos, el nuevo delegado de Estados Unidos en Centroamérica, Ephraim George Squier, intentó que Nicaragua, El Salvador y Honduras formaran un frente común contra los británicos, que ahora amenazaban con anexionar la isla del Tigre en la costa del pacífico de Honduras. Después de que las fuerzas británicas y estadounidenses casi se enfrentaron en El Tigre, ambos gobiernos reprendieron a los comandantes de sus fuerzas allí y concluyeron el Tratado Clayton-Bulwer el 18 de abril de 1850.

## Puntos esenciales del tratado

Mapa de América Central y del Norte en 1852.

El tratado resultante tenía cuatro puntos esenciales:
- Obligó a ambas partes a no "obtener o mantener" ningún control exclusivo del canal propuesto, ni ninguna ventaja desigual en su uso.
- Garantizó la neutralidad del canal.
- Declaraba que las partes acordaban «extender su protección mediante la estipulación de un tratado a cualquier otra comunicación practicable, ya sea por canal o ferrocarril, a través del istmo que une América del Norte con América del Sur».
- Por último, estipulaba que ninguno de los signatarios «ocuparía, fortificaría, colonizaría, asumiría o ejercería dominio alguno sobre Nicaragua, Costa Rica, la Costa de los Mosquitos o cualquier parte de América Central», ni haría uso de ningún protectorado o alianza, presente o futura, para tales fines.

## Firma y ratificación
El tratado se firmó el 19 de abril de 1850 y fue ratificado por ambos gobiernos, pero antes del intercambio de ratificaciones el primer ministro británico lord Palmerston, el 8 de junio, ordenó a Bulwer que hiciera una "declaración" de que el gobierno británico no entendía el tratado «como aplicable al asentamiento de Su Majestad en Honduras, o sus dependencias». Clayton hizo una contra-declaración que recitaba que los Estados Unidos no consideraban que el tratado se aplicara al «asentamiento británico en Honduras comúnmente llamado Honduras Británica... ni a las pequeñas islas en la vecindad de ese asentamiento que pueden ser conocidas como sus dependencias»; que los compromisos del tratado sí se aplicaban a todos los estados centroamericanos, “con sus justos límites y dependencias apropiadas” (refiriéndose a la Costa Mosquito y las islas de la Bahía); y que estas declaraciones, al no ser sometidas al Senado de los Estados Unidos, no afectarían de ninguna manera la legalidad del tratado.

## Desacuerdos

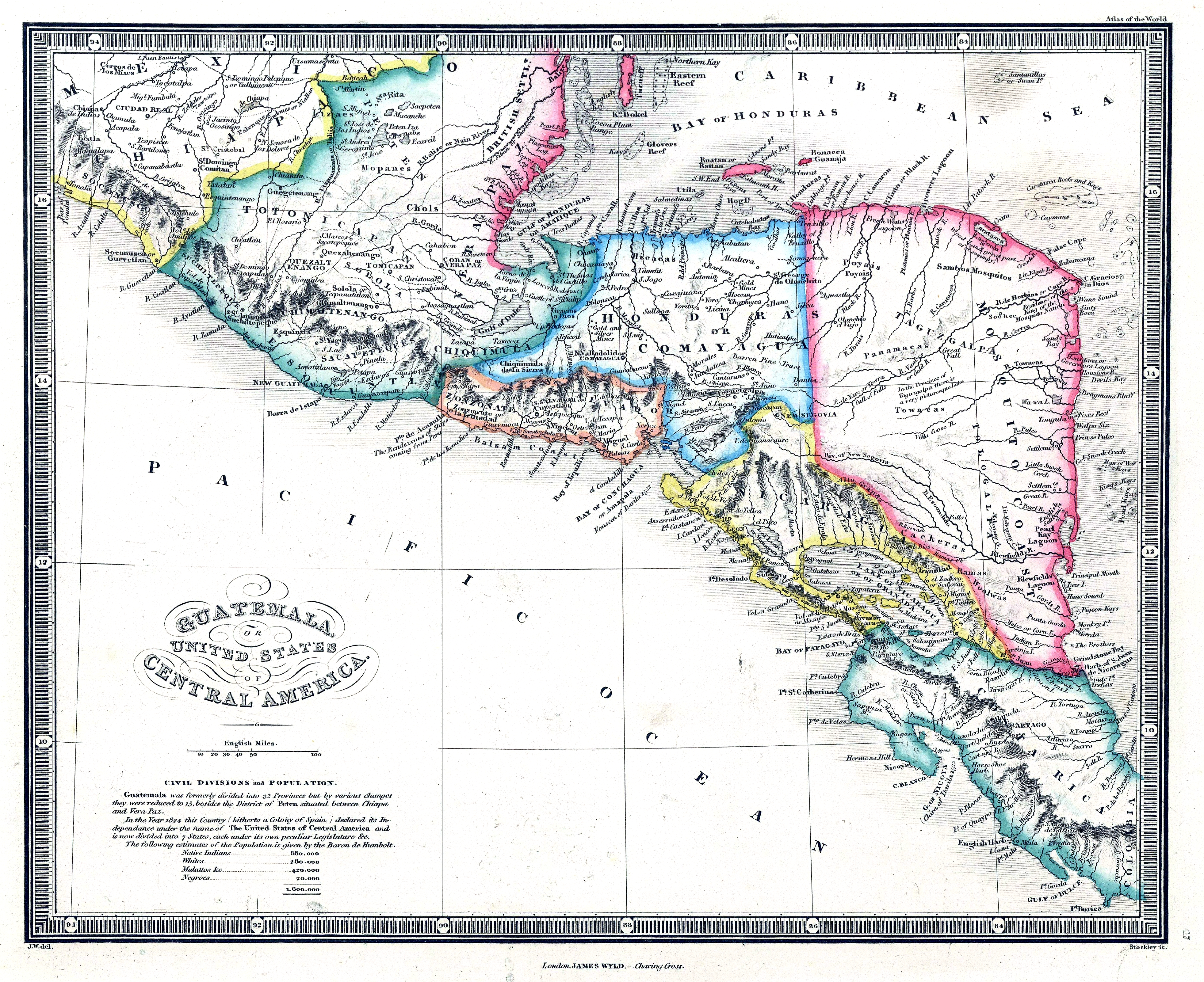
Territorios reclamados por el Imperio británico en Centroamérica a mediados del en rosa.

La interpretación de las declaraciones pronto se convirtió en un tema de controversia. La fraseología refleja el esfuerzo realizado por los Estados Unidos para hacer imposible la propiedad del canal por parte del Reino Unido a través del territorio que los británicos tenían en su desembocadura, de la misma manera que las prohibiciones explícitas del tratado hacían imposible dicho control político por cualquiera de las dos potencias.

### Visión británica
El Imperio británico sostuvo que el "asentamiento" exceptuado en Honduras era el "Belice" cubierto por la reclamación británica más lejana; que las islas de la Bahía eran una dependencia de Belice; y que, en cuanto a la Costa de Mosquitos, al ser las cláusulas abnegatorias totalmente prospectivas en su intención, Gran Bretaña no estaba obligada a abandonar su protectorado.

### Visión norteamericana
Los Estados Unidos afirmaron que las islas de la Bahía no eran "dependencias" de Belice, que eran las pequeñas islas vecinas mencionadas en los mismos tratados, y nada más; que el asentamiento exceptuado era el de Honduras Británica, de extensión definida y propósito limitado reconocido en los tratados británicos con España; que los Estados Unidos no habían confirmado mediante reconocimiento las grandes, indefinidas y ofensivas reivindicaciones cuyos peligros el tratado estaba diseñado principalmente para disminuir; y que, en cuanto a la Costa de Mosquitos, el tratado era retrospectivo y mutuo en el rigor de sus requisitos. Las reclamaciones de una parte de Belice y las islas de la Bahía eran muy antiguas en su origen, pero estaban muy empañadas por interrupciones de la posesión, interpretaciones controvertidas de tratados hispano-británicos y controversias activas con los Estados centroamericanos. La reivindicación de parte del territorio era nueva y aún más discutible.

## Análisis

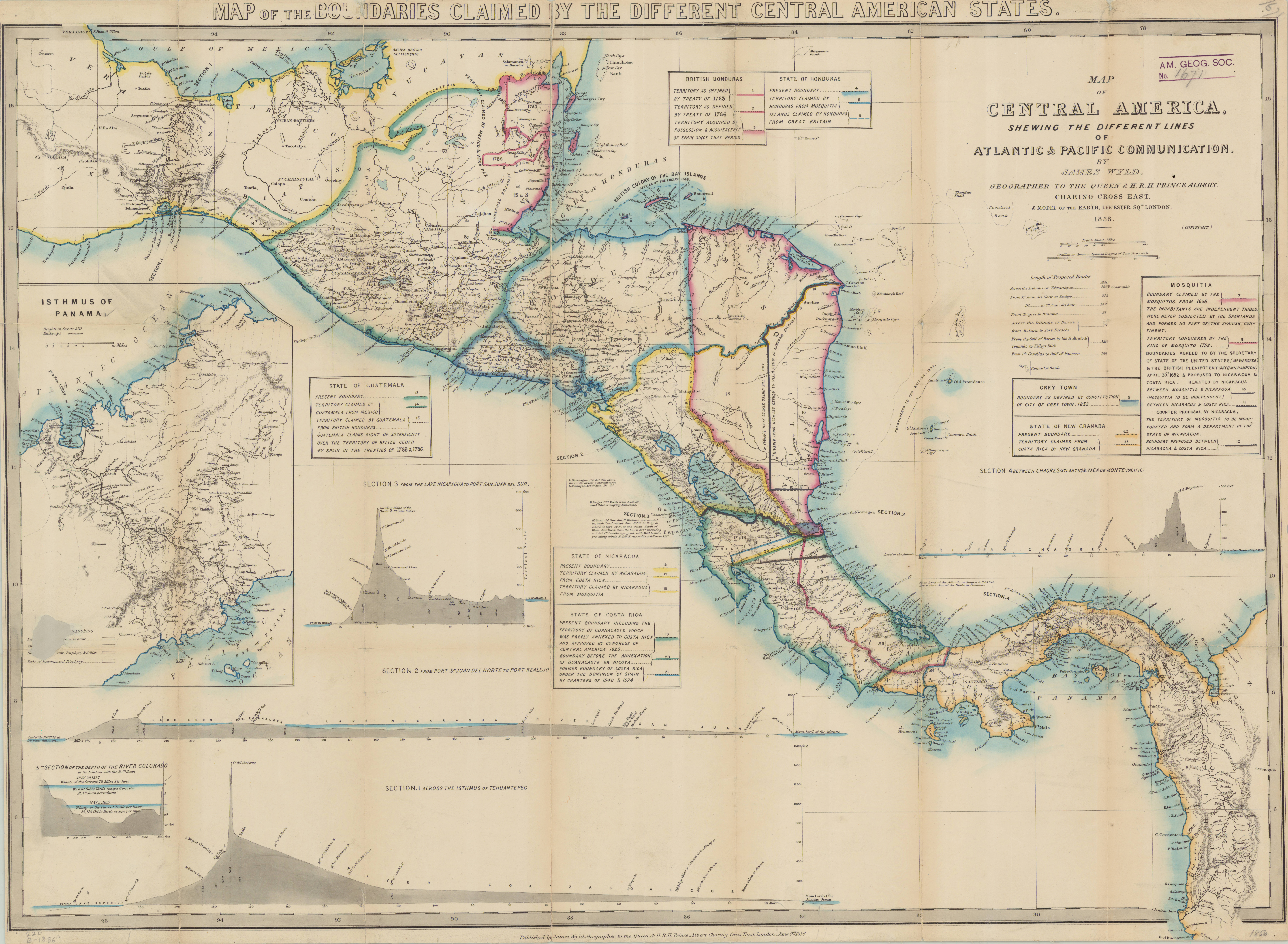
Mapa de América Central en 1856.

El hecho de obligar a ambas naciones a no «ocupar» ninguna parte de América Central ni de la Costa de Mosquitos hizo necesario el abandono de las colonias y protectorados británicos en América Central, y el gobierno de Estados Unidos exigió a los británicos que abandonaran por completo sus colonias y protectorados centroamericanos, a lo que Gran Bretaña se negó. Gran Bretaña violó el tratado en 1852 cuando transformó las islas de la Bahía en la Colonia de las Islas de la Bahía, ya que esto suponía una violación de los términos del tratado. En lo que respecta a Honduras Británica (Belice), los argumentos diplomáticos británicos eran más sólidos; en cuanto al Reino Mosquito, sin tener en cuenta que el protectorado estaba reconocido por el tratado, exigir su abandono absoluto era injustificado, aunque para satisfacer el tratado Gran Bretaña estaba obligada materialmente a minorar su presencia y fuerzas.

## Tratados de 1859-1860

Mapa de América Central en 1862.

Entre 1859 y 1860, mediante tratados británicos con los estados centroamericanos, las cuestiones de la Colonia de las Islas de la Bahía y la Costa de los Mosquitos (este territorio ocupado por el Reino Mosquito, un protectorado británico) se resolvieron casi de acuerdo con las pretensiones estadounidenses. Estos tratados son:
- Guatemala: Reino Unido firmó el 30 de abril de 1859 con Guatemala el Tratado Wyke-Aycinena para delimitar la frontera entre Honduras británica y Guatemala. Sin embargo, se le concedieron a Honduras Británica (actual Belice) límites mucho mayores que los que pretendían los Estados Unidos. Este acuerdo fue aceptado sin quejas durante muchos años, aunque posteriormente darían lugar a la disputa territorial entre Belice y Guatemala.[8]
- Honduras: Reino Unido entregó las islas de la Bahía y la parte norte de la Costa Mosquito a Honduras el 28 de noviembre de 1859 por medio del Tratado de Comayagua.
- Nicaragua: Reino Unido cedió la soberanía sobre el resto de la Costa Mosquito a Nicaragua el 28 de enero de 1860 por medio del Tratado de Managua, aunque continuarían manteniendo una presencia allí hasta la crisis de Nicaragua de 1894-1895.[9]

## Tratado Hay-Pauncefote
Hasta 1866, la política de los Estados Unidos fue consistentemente a favor de canales interoceánicos abiertos por igual a todas las naciones, y neutralizada inequívocamente; de hecho, hasta 1880 prácticamente no hubo divergencias oficiales con respecto a esta política. Pero en 1880-1884 se presentaron diversas razones por las cuales los Estados Unidos podían rechazar con justicia y a voluntad el Tratado Clayton-Bulwer. La nueva política se basaba en el interés nacionalista propio. 
Los argumentos presentados en su favor eran completamente indefendibles en derecho e historia, y aunque la posición de los Estados Unidos en 1850-1860 era en general más fuerte en historia, derecho y ética política, la del Imperio británico era aún más notoriamente más fuerte en los años 1880-1884. Entre los argumentos presentados por los Estados Unidos estaba el de que las circunstancias habían cambiado fundamentalmente desde la firma del tratado, por lo que lo invalidaba. Aunque finalmente este argumento no tuvo éxito, es digno de mención por ser la primera vez que el gobierno estadounidense invocó este principio en su manejo del derecho internacional.
En 1885, el gobierno de los Estados Unidos volvió a su política tradicional y firmó con el Reino Unido el Tratado Hay-Pauncefote de 1901, que reemplazó al Tratado Clayton-Bulwer, adoptó la regla de neutralidad para el Canal de Panamá.